# Entfesselter Blitz
Als entfesselter Blitz wird in der Fotografie den Einsatz eines Blitzgerätes bezeichnet, das räumlich von der Kamera getrennt ist. Der Vorteil dieser Blitztechnik ist die gleichbleibende Beleuchtung des zu erhellenden Objektes während die Kameraperspektive verändert werden kann. In der professionellen Studiophotographie wird das Verfahren standardmäßig eingesetzt.
Die Steuerung des Blitzgerätes geschieht dabei entweder über ein Verbindungskabel oder drahtlos. Die kabellose Übermittlung erfolgt über Funk, Infrarot oder eine Auslösung durch das Blitzlicht eines anderen Blitzes.

## Grundlegendes

### Bezeichnungen
- Übliche Bezeichnungen für das steuernde bzw. impulsgebende Gerät (i. d. R. die Kamera) ist: Master oder Sender/Transmitter.

- Übliche Bezeichnungen für die ferngesteuerten Blitze (entfesselt) sind: Slave oder Empfänger/Receiver.

Steuert ein Hauptblitz einen zweiten Blitz bzw. weitere Blitze, wird die Nomenklatur auch für ihn angewendet (Master/Slave).

### Entwicklung
Gab es in der Anfangszeit nur die Möglichkeit, weitere Blitze optisch über eine Fotozelle auszulösen, wurde bald die Auslösung über Funksignale möglich, was den Vorteil hatte, dass die Auslösung über lange Strecken und auch durch Wände oder Hindernisse hindurch funktionierte.
In der Grundfunktion arbeiteten und arbeiten diese Auslösesysteme lediglich als Überträger eines Auslösesignals für den Blitz. Die Leistung musste manuell am Blitz eingestellt werden.
In den 2010er Jahren kamen Funkauslösesysteme auf den Markt, die eine Datenübertragung zwischen der Kamera und dem Blitz möglich macht. Damit ist eine Nutzung von TTL-Automatiken zur Blitzsteuerung möglich. Aktuelle Steuerungssysteme können beim Ansteuern mehrerer Blitze die Geräte in einzelne Gruppen unterteilen. Die Beleuchtungsintensität und der Auslösezeitpunkt jeder Gruppe kann individuell gesteuert werden. Damit werden differenzierte Beleuchtungsszenarien möglich.

## Technik

### Kamera
Die Kamera dient als Auslöser für den frei stehenden Blitz. Sie überträgt mindestens einen Auslöseimpuls (Trigger) und in vielen Systemen auch direktionale Steuerungsdaten zum Blitz. Als Schnittstelle der Kamera dient hier der an der Oberseite sitzende Blitzschuh (Hotshoe), der auch als Zubehörschuh bezeichnet wird. Über ihn kommuniziert die Kamera mit dem Blitz. Der Blitzimpuls, die sogenannte Zündkreisspannung des Blitzes beträgt typischerweise nicht mehr als ca. 5 V.
Systemkameras können mehrere Blitzgeräte gemeinsam betreiben und in die automatische Belichtungsmessung integrieren.
Durch die bei digitalen Kameras und deren eingebauten Blitzgeräten üblichen Vorblitze (u. a. zur Messung des Motivabstands und der Belichtung) sind herkömmliche Servoblitzgeräte und -auslöser hier nicht zu gebrauchen. Vielmehr sind solche mit speziellen Schaltungen erforderlich, die Vorblitze ignorieren und erst beim eigentlichen Hauptblitz zünden. Auch muss der zusätzliche Vorblitz gegen rote Augen zwingend abgeschaltet bleiben.

### Sender
In den meisten Fällen werden kleine Funksender verwendet um die Kameradaten zu übertragen. Die Sender werden auf den Blitzschuh aufgeschraubt und senden den Auslöseimpuls als HF-Signal aus. Sie nutzen teilweise mehrere Kanäle (Frequenzen) parallel um mehrere Empfänger (Blitze) gleichzeitig anzusteuern.
Technischer Vorläufer war das Auslösen mittels eines Infrarot-Signals erzeugt von einer IR-LED.
Im Studiobetrieb werden auch noch drahtgebundene Systeme genutzt. Hier wird ein Kommunikationskabel direkt an die Kamera angeschlossen.
Auch ein Blitz kann mit seinem ausgestrahlten Lichtimpuls als Sender dienen.

### Übertragungsweg
Die Funksysteme senden meist auf dem 2,4-GHz-ISM-Band mit einer Leistung um 10 mW. Ältere Systeme nutzen das 433 MHz-ISM-Band.
Infarotsignale breiten sich abhängig von der Senderfokusierung licht-gleich aus.

### Empfänger
Der Empfänger nimmt das Hochfrequenzsignal auf und gibt den Blitzimpuls drahtgebunden an den Blitz weiter. Dieser lösst aus. In vielen Blitzgeräten sind Empfänger integriert, so dass ein externer Empfänger entfällt.
Bei IR Steuerung nimmt eine Photodiode im Blitz das ausgesendete Signal auf und lösst aus. Gleiches gilt für die Master/Slave Steuerung eines abgesetzten Blitzes durch einen Hauptblitz.

### Blitz
Um als abgesetzten Blitz zu arbeiten, wird das Blitzgerät über dessen Blitzschuhkontakt, durch einen Kabeleingang oder durch die integrierten Funkempfänger bzw. Photodioen angesteuert.

## Anwendungsbeispiele

### Im Nahbereich

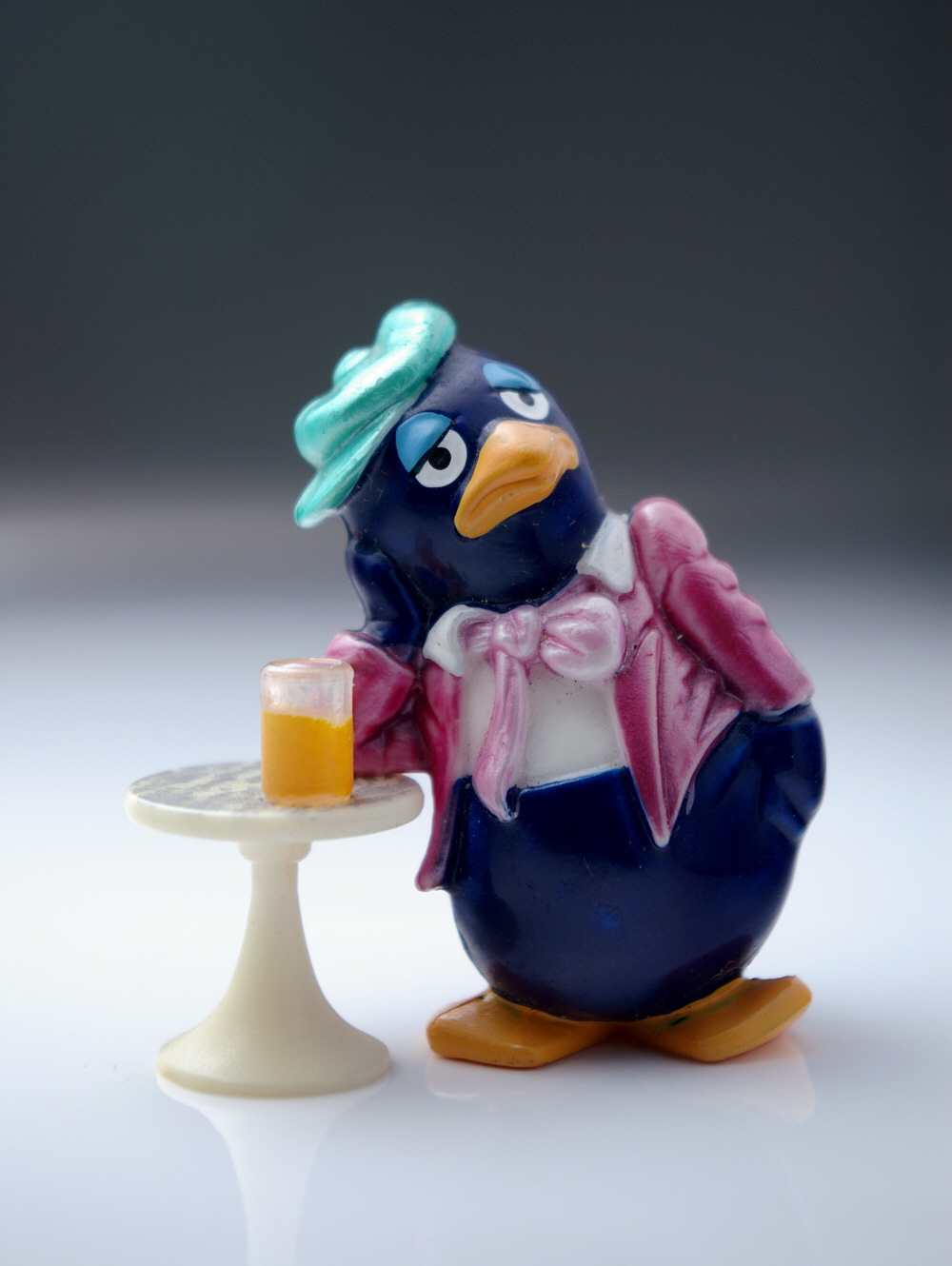
Seitlich diffus beleuchtet

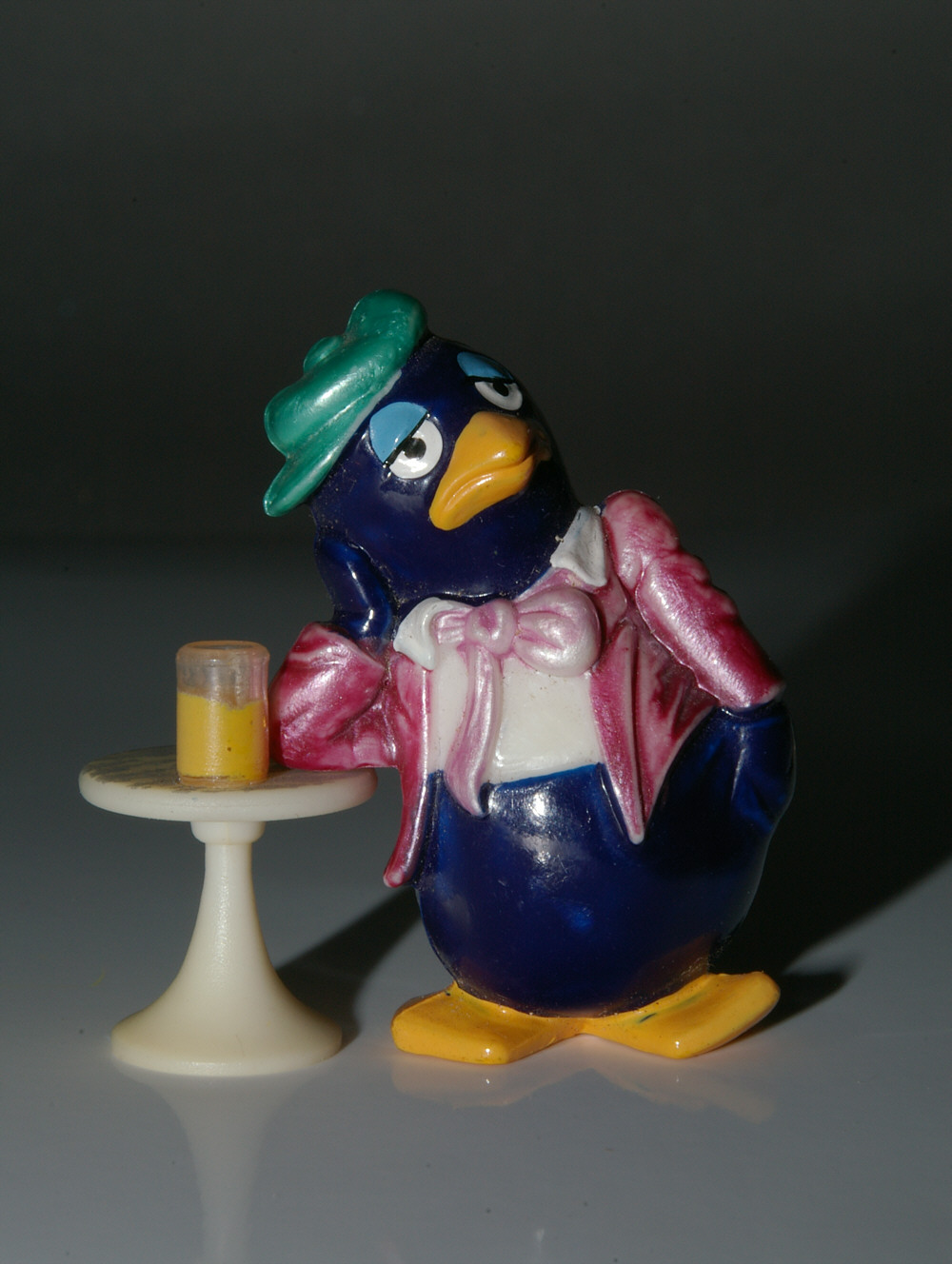
Kamerainterner Blitz

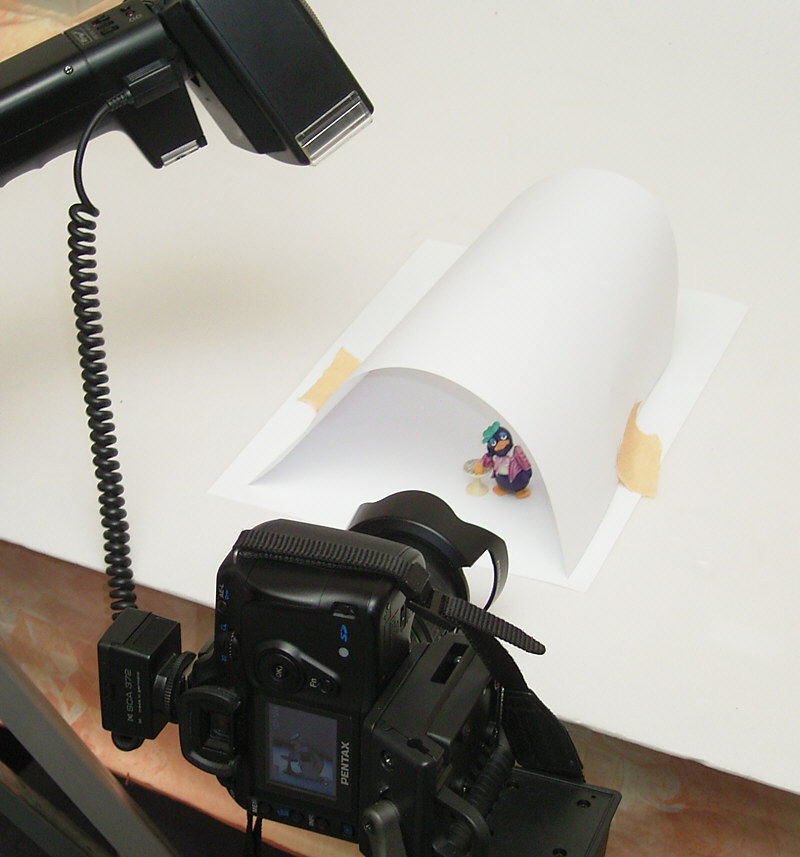
Entfesselter Blitz im Nahbereich mit improvisiertem Lichtzelt

- Seitliche Beleuchtung. Diese wirkt gestalterisch oft besser als das frontale Blitzlicht, da eine räumlichere Wirkung entsteht.
- das Blitzgerät wird zur Betonung eines Teils des Motives näher am Motiv platziert.
- das Blitzgerät wird erhöht hinter der Kamera platziert. Es ergibt sich ein größerer ausgeleuchteter Bereich und je nach Umgebung auch etwas weicheres Licht, was zum Beispiel Blitzen mit starken Weitwinkelobjektiven ermöglicht.
- Einsatz von Reflektoren. Der Blitz wird nicht aufs Motiv gerichtet, sondern auf einen Reflektor. Dadurch erhält man je nach Reflektor besonders weiches Licht.
- beim indirekten Blitzen der Einsatz von Wänden oder Decken als Reflektoren. Bei farbigen Flächen (beispielsweise holzvertäfelte Decken) entstehen Farbstiche im Bild. Es erzeugt ein sehr weiches, natürlich wirkendes Licht mit angenehmer Schattenwirkung. Das Blitzen erfordert wegen der Streuverluste starke Blitzgeräte.
- das Blitzgerät wird, da zu schwach oder zu stark, weiter ans Motiv herangerückt oder vom Motiv entfernt aufgestellt.

### Größere Motive

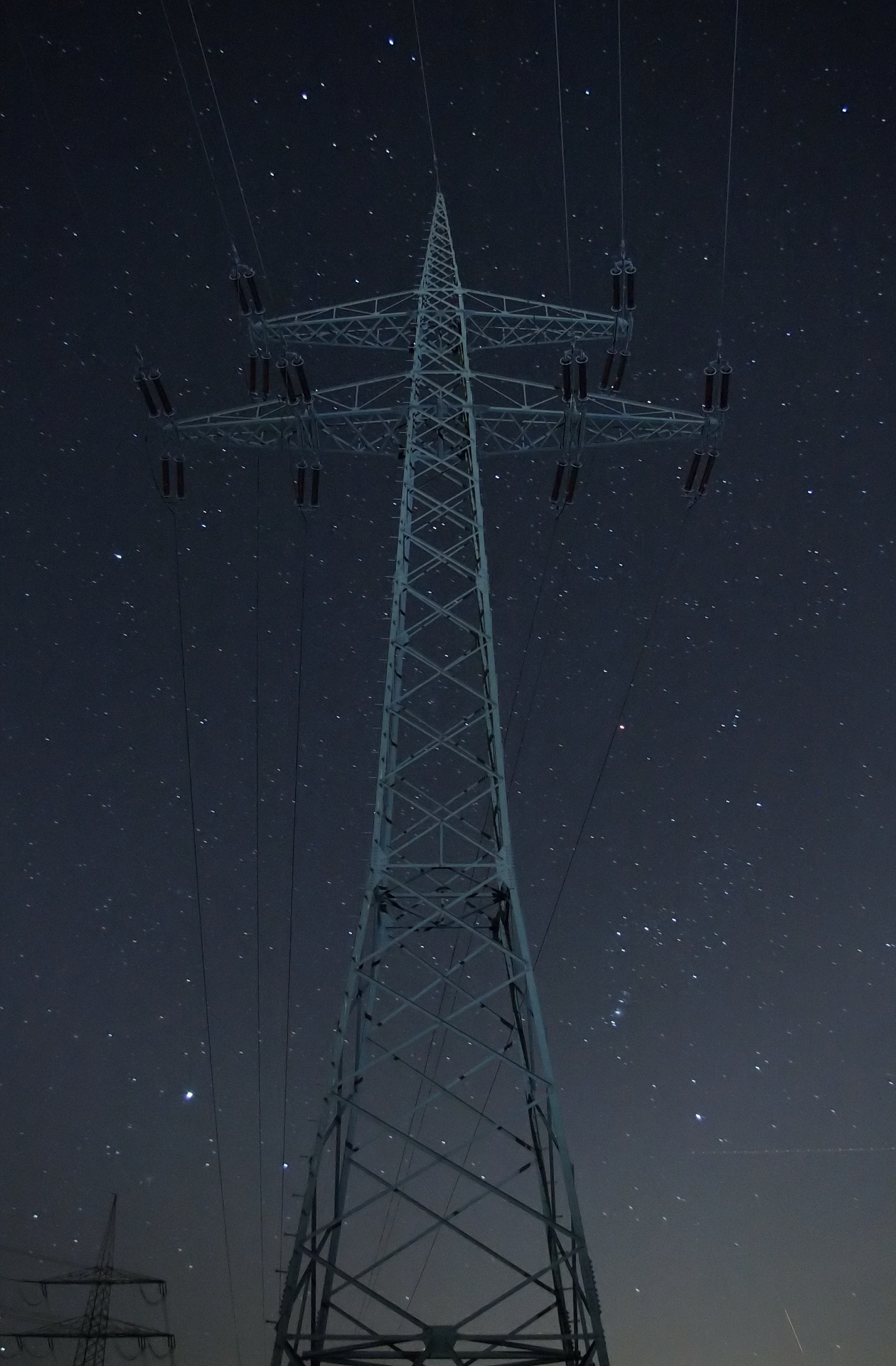
Nächtliche Aufnahme mit entfesseltem Blitz

- Ausleuchtung von sehr großen Motiven, beispielsweise Gebäude, Maschinen und Räume, durch räumlich und je nach Motiv auch zeitlich entfesselte Blitze.
- in früheren Zeiten als spezielles Gebiet auch die Saal- oder Bankettphotographie, bei der zahlreiche Blitze gleichzeitig zur gleichmäßigen Ausleuchtung des Saals beziehungsweise der Menschenmenge genutzt wurden.